# Alice Vanderbilt Morris

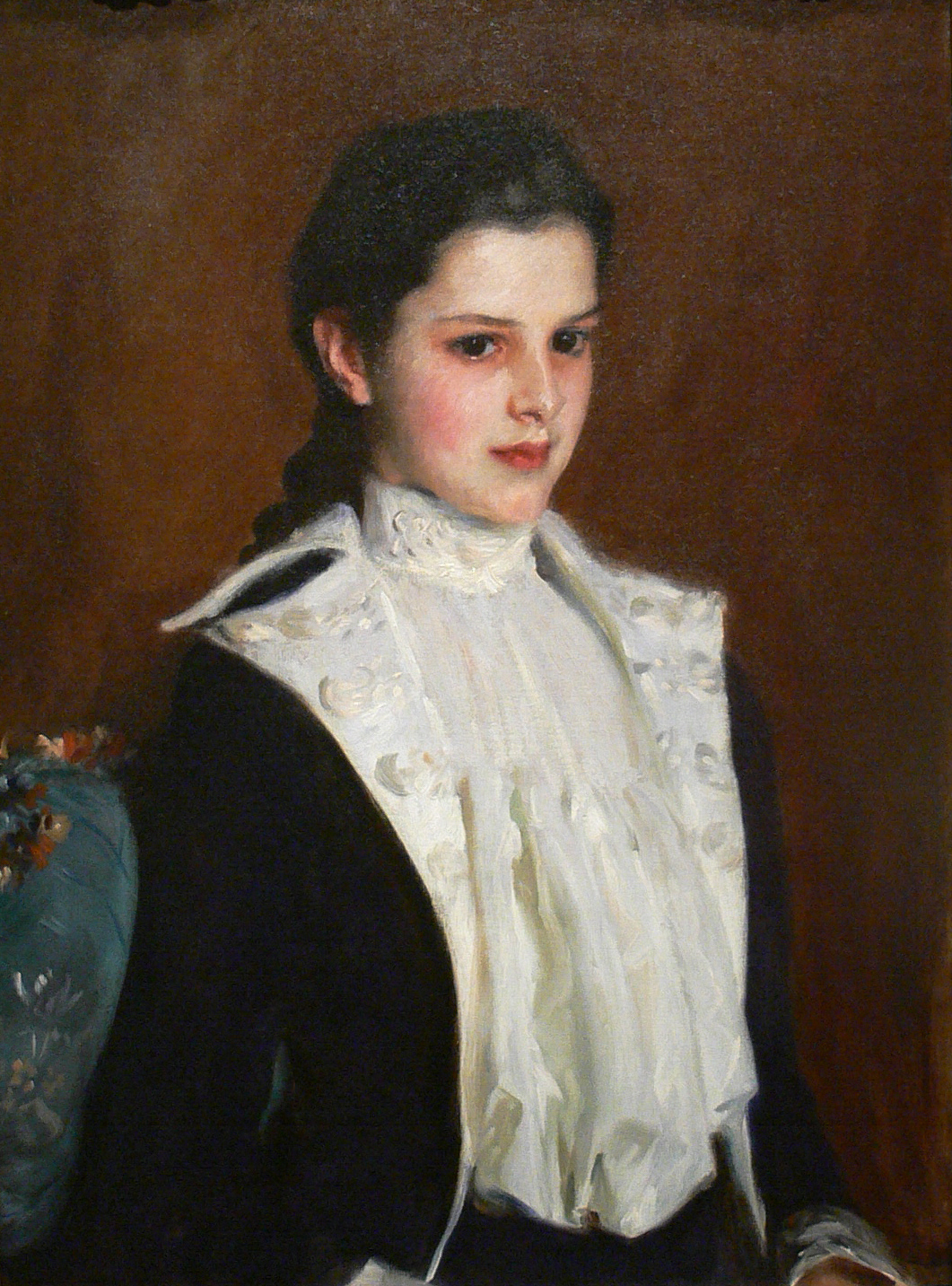
Die 14-jährige Alice, porträtiert von John Singer Sargent (1888)

Alice Vanderbilt Shepard Morris (* 7. Dezember 1874 in New York City; † 15. August 1950 ebenda) war ein Mitglied der Vanderbilt-Familie und Nachkommin von Cornelius Vanderbilt, einem der erfolgreichsten und reichsten Unternehmer der Vereinigten Staaten. Sie war zudem Mitbegründerin und Mäzenatin der International Auxiliary Language Association (IALA).
Während eines Sanatoriumsaufenthalts las sie ein Buch über Esperanto und war von der Idee einer neutralen Brückensprache zur Erleichterung der Kommunikation zwischen den Völkern begeistert. Mit ihrem Ehemann David Hennen „Dave“ Morris, dem späteren US-Botschafter in Belgien, gründete sie mit anderen die wissenschaftliche Non-Profit-Organisation International Auxiliary Language Association (IALA), die die internationale Plansprache Interlingua entwickelte.